# Kemény György (újságíró)
Kemény György (Pannonicus) (Kaposvár, 1888. szeptember 24. – London, 1976. február 11.) magyar újságíró, közgazdász, államtitkár, egyetemi tanár, országgyűlési képviselő.

## Életpályája
Középiskolai érettségi után a Lipcsei Egyetemen folytatta tanulmányait, ahol 1910-ben közgazdaságtudományból doktorált. 1914-ben hazatért; 1914–1918 között az orosz fronton lovas tüzér tiszt volt. 1918–1919 között a Károlyi Mihály-kormány propagandabizottságának lett a főtitkára. 1919-ben a budapesti Keleti Kereskedelmi Akadémia főiskolai tagozatának tanára, de a kommün bukása után eltávolították. Ekkor Münsterben, a Münsteri Államtudományi Intézetben, majd az egyetemen volt oktató. 1922-től a Wirtschaftdienst folyóirat munkatársaként dolgozott. 1924-ben hazatért, a német megszállásig a Pester Lloyd közgazdasági rovatvezetője volt. Kapcsolatba került a szabadkőműves eszmékkel, tagja lett a Martinovics Páholynak. 1939–1945 között bekapcsolódott az antifasiszta polgári ellenállásba. 1944. márciusától az ország felszabadításáig családjával együtt illegalitásban élt. 1945-ben csatlakozott a Magyarországi Szociáldemokrata Párthoz. 1945-ben az Országos Újjáépítési Kormánybiztosság, majd az Országos Építésügyi Kormánybiztosság osztályvezetője és pénzügyi tanácsadója, ezután az Újjáépítési Minisztérium pénz- és hitelpolitikai osztály vezetője volt. 1945. november 26-án kinevezték a Pénzügyminisztérium politikai államtitkárává, részt vett a stabilizációs program elkészítésében. Az 1947. augusztus 31-i országgyűlési választásokon az SZDP országos listájáról került be a törvényhozásba. A megalakuló kormány, mint szakértő közgazdászt ismét a Pénzügyminisztérium politikai államtitkárának nevezte ki. 1948. augusztusában családjával együtt Angliába emigrált. A törvényhozásban 1948. november 16-án jelentették be lemondását mandátumáról. Államtitkári megbízatását 1948. szeptember 27-én szüntették meg. 1951-ben Münchenbe költözött. 1951–1958 között a Szabad Európa Rádió magyar adásának lett alapító munkatársa, a közgazdasági rovat főszerkesztői beosztású vezetője volt. 1956–1957 között a magyar adás politikai felelőse, majd rövid ideig a magyar osztály vezető-helyettese volt. 1957-ben visszaköltözött Londonba, ahol két éven át a Szabad Európa Rádió gazdasági tudósítója volt. 1959-től a Népszava társszerkesztője volt. 

### Munkássága
Több folyóiratnak dolgozott, lefordította Engels Anti-Dühring című munkáját. Ellenezte a munkáspártok fúzióját, a Szociáldemokrata Párt beolvadását, bár részt vett az MDP alakuló kongresszusán. Londonban bekapcsolódott a szociáldemokrata emigráció tevékenységébe. Tagja lett az emigráns Magyar Szociáldemokrata Pártnak. Külpolitikai cikkeket írt a Szociáldemokrata Értesítő, a Szociáldemokrata Szemle és a Szociáldemokrata Népszava számaiba valamint az Új Látóhatárba.

## Családja
Szülei: Kemény Albert és Bettelheim Róza voltak. Négy lánytestvére (Zsófia, Irma, Jolán és Aranka) volt. Egy bátyja volt; Ernő. 1926. február 6-án, Budapesten házasságot kötött Vermes Klárával. Két lányuk született: Ágnes és Éva. 

## Díjai
- A Magyar Köztársasági Érdemrend középkeresztje (1947)[6]